# Le Carroir Bon Air
Der Dolmen Le Carroir Bon Air (auch Dolmen von Ligré genannt) ist vermutlich ein Dolmen vom Typ „angevin“, ohne dass Gewissheit über das ehemalige Vorhandensein seines „Portals“ besteht. Er liegt nördlich des Dorfes Ligré, bei Anché in der Touraine im Südwesten des Département Indre-et-Loire in Frankreich.

## Beschreibung
Der rechteckige Dolmen in der Mitte eines Feldes ist etwa 7,0 Meter lang und 3,5 Meter breit. Er hat eine gespaltene Deckenplatte aus zwei Teilen, unterstützt von vier Orthostaten und zwei zentralen, auf dem Boden liegenden Steinen, die wahrscheinlich zur tragenden Struktur gehören. Die Steine sind lokalen Ursprungs und bestehen aus Kalk- und Sandstein. Die Randsteinkette, die den Hügel umgab, der ihn anfangs bedeckte, ist verschwunden. Wie alle Dolmen der Region in der Jungsteinzeit, zwischen dem 4. und 3. Jahrtausend v. Chr., erbaut, bleibt die Anwesenheit eines Portikus, der ihn mit dem Typ „Anjou“ verbinden würde, kontrovers. Das Fehlen von Funden hat bis heute auch die Zuordnung eingeschränkt.
Der im Besitz des Staates befindliche, auf privatem Grund gelegene Dolmen wurde 1889 Monument historique klassifiziert.

## Souterrain
Das 1983 entdeckte Souterrain Pièces du Chemin Neuf liegt etwa 400 m östlich des Dolmens. Der derzeitige Zugang, ist ein Loch mit einem Durchmesser von etwa 0,80 m führt etwa mittig in einen etwa 9,0 Meter langen Gang, der im Nordwesten im Geröll endet. Südwestlich des Zugangs liegt hinter einer 1,2 m langen Engstelle mit einem Durchmesser von 0,4 m ein langer mehrfach gebogener Gang. Eine Kreuzung ermöglicht den Zugang zu zwei länglichen Seitenkammern von jeweils 2,0 × 3,0 m. Sie haben vertikale Öffnungen, die zur Belüftung vorgesehen sind. Der Gang endet im Westen im Geröll.